# Evangelische Kirche (Elnhausen)

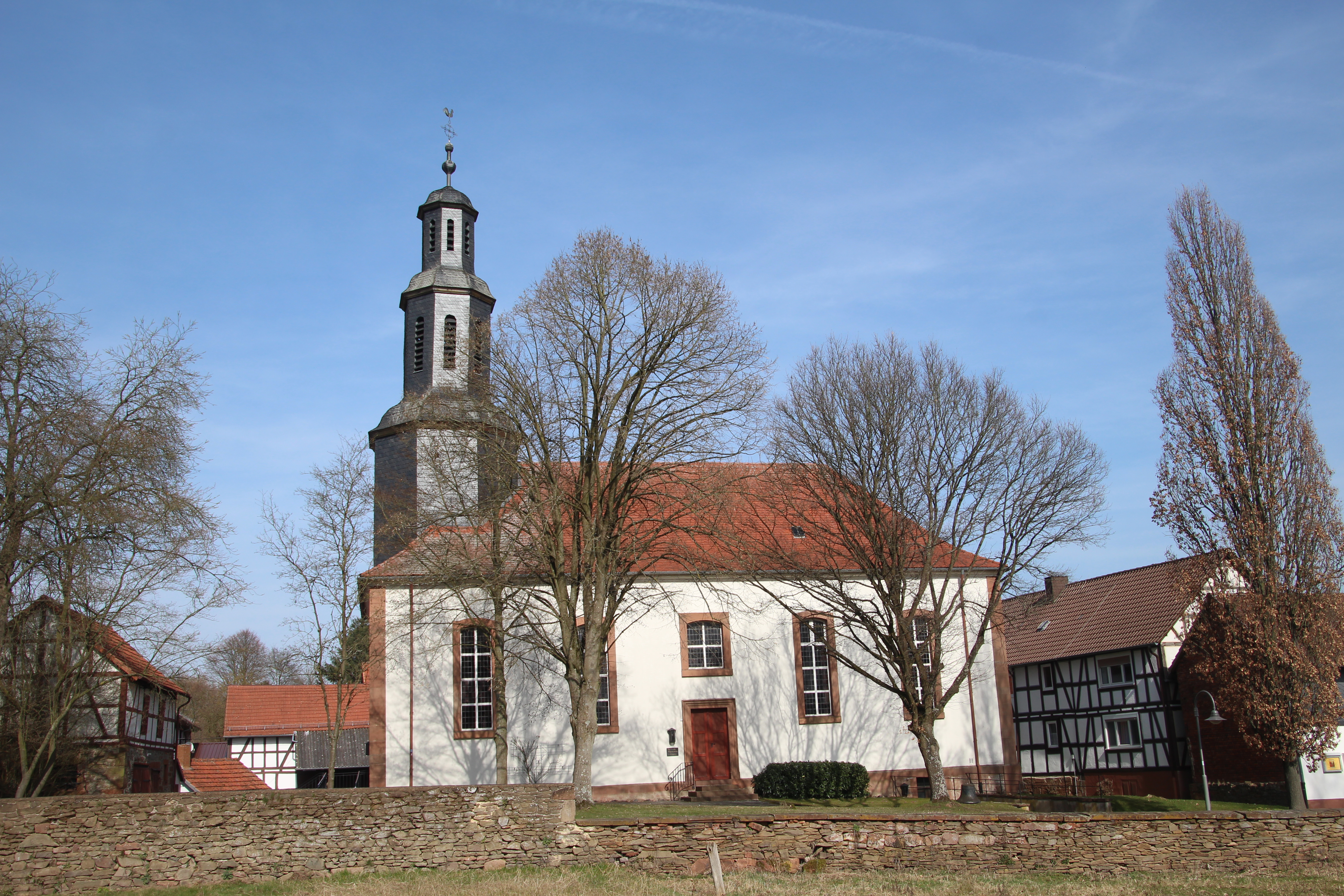
Kirche in Elnhausen von Süden

Die Evangelische Kirche in Elnhausen, einem Marburger Stadtteil in Mittelhessen, ist eine denkmalgeschützte Kirche aus dem Jahr 1746. Die barocke Saalkirche mit Walmdach hat im Westen einen dreigeschossigen Haubendachreiter.

## Geschichte

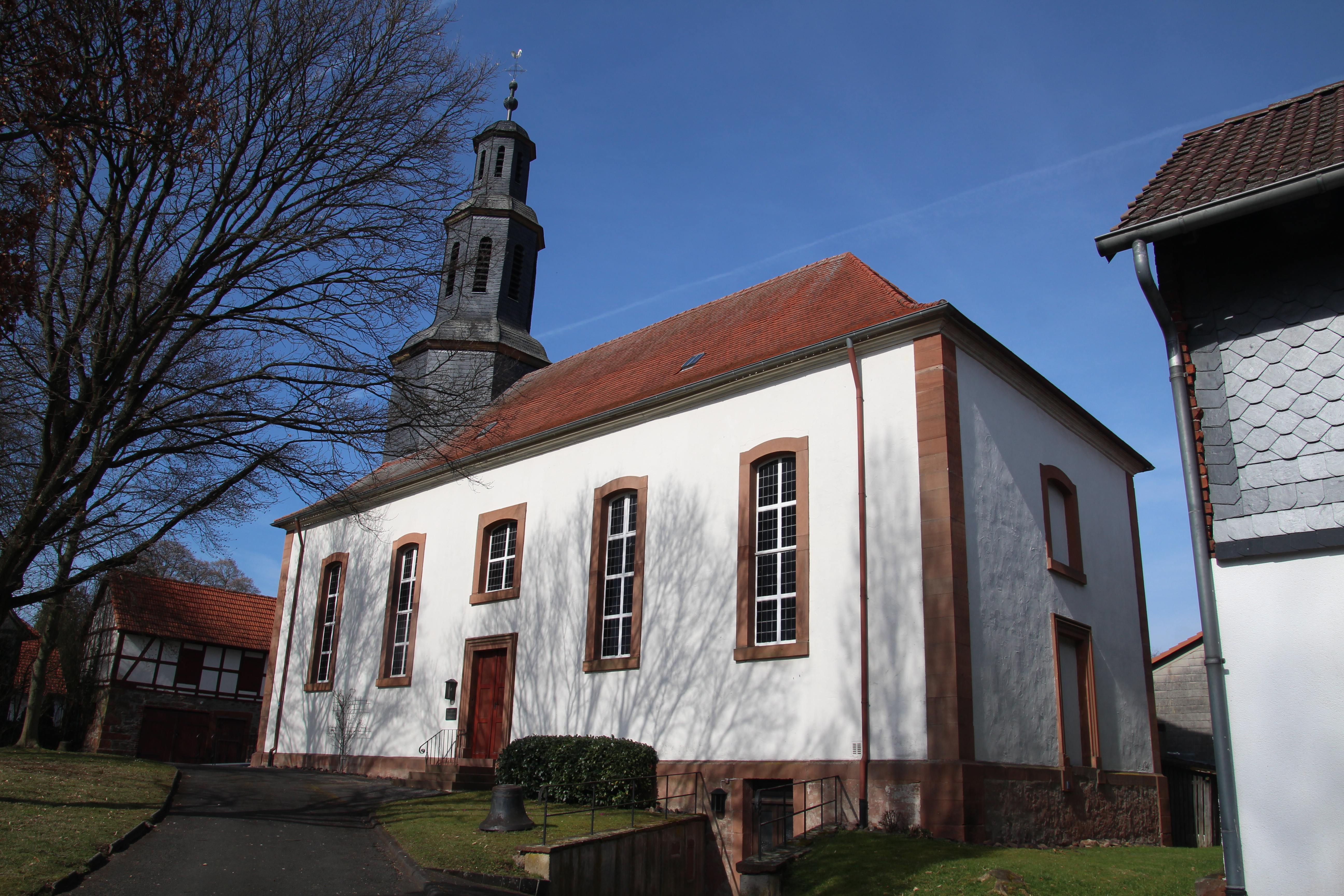
Kirche von Südosten

Eine Kapelle in Elnhausen ist für das Jahr 1235 erstmal bezeugt, die in dem Jahr von Siegfried II. von Eppstein zur Pfarrkirche erhoben wurde. Der Ort war bis 1253 zur einen Hälfte nach Oberweimar und zur anderen Hälfte nach Michelbach eingepfarrt. Das Patrozinium der heiligen Margareta ist für 1383 nachgewiesen.
In spätmittelalterlicher Zeit unterstand Elnhausen den Sendgerichten in Michelbach und Oberweimar in den Dekanaten Amöneburg und Kesterburg, das dem Archidiakonat St. Stephan in der Erzdiözese Mainz zugeordnet war.
Mit Einführung der Reformation wechselte Elnhausen unter Pfarrer Konrad Wolff (1509–1548) zum evangelischen Bekenntnis. 1565 bildete Wehrhausen ein Vikariat und 1630 eine Filiale. Im Laufe der Zeit wechselte der Status mehrfach. Elnhausen nahm 1609 unter Landgraf Moritz den reformierten Glauben an, um mit dessen Abdankung 1624 wieder zum lutherischen zurückzukehren. Im Jahr 1657 wurde Dagobertshausen nach Elnhausen eingepfarrt.
Nach Abriss des Vorgängerbaus im Jahr 1741 folgte bis 1746 der Neubau. Bis 1905 war der Innenraum als Querkirche mit Emporenkanzel an der Nordseite konzipiert. Die Patronatsloge war an der Ostseite separat zugänglich. Sie wurde 1905 entfernt, der Zugang innen vermauert und die Kanzel auf die Ostseite verlegt. Im Jahr 1937 wurde ein großes Jesusbild des Elnhäuser Malers Karl Müller vor das Ostfenster gehängt.
Eine Innenrenovierung in den Jahren 1971/1972 führte zu einer Umgestaltung des Innenraums, der wieder nach Osten ausgerichtet wurde. Nach Zumauerung des Ostfensters entstand hier im feuchten Putz 1972 das erste Fresko von  Erhardt Jakobus Klonk.
Das Kirchspiel Elnhausen mit seinen etwa 1150 Mitgliedern umfasst die beiden Kirchengemeinden Elnhausen-Dagobertshausen und Wehrhausen wird von einer Pfarrstelle versorgt. Das Kirchspiel gehört zum Kirchenkreis Marburg innerhalb der Evangelischen Kirche von Kurhessen-Waldeck.

## Architektur
Die nicht exakt geostete, sondern nach Ost-Südost ausgerichtete Kirche ist nordwestlich des alten Ortszentrums errichtet. Der Entwurf geht wohl auf J. G. Kessler zurück. Der umgebende Friedhof wurde 1823 aufgelassen. Die Friedhofsmauer an der Südseite hat einen eingemauerten Datumsstein von 1851. Bis auf die freie Südseite sind an den anderen Seiten Gebäude dicht an die Kirche herangebaut.
Die schlichte barocke Saalkirche, die von einem Walmdach mit roten Ziegeln bedeckt wird, ist weiß verputzt. Nur die Eckquaderungen und die Einfassungen der Türen und Fenster in rotem Sandstein sind ausgespart. Der umlaufende Sockel aus unverputztem Bruchsteinmauerwerk ist vorkragend. Die Kirche wird im Westen durch ein hochrechteckiges Portal mit profiliertem Gewände aus Rotsandstein und fünf Treppenstufen erschlossen. Die zweiflügeligen Türen sind eisenbeschlagen. Ein baugleiches Portal mit drei Treppenstufen befindet sich mittig in der Südwand. Darüber ist ein kleines Fenster mit Stichbogen eingelassen, das an beiden Seiten durch hohe Rechteckfenster mit Stichbogen flankiert wird. Wie die Südseite ist die Nordseite mit vier hohen Fenstern asymmetrisch gestaltet. Die Westseite ist fensterlos.
Der schlanke, vollständig verschieferte Dachreiter, der sich über der westlichen Eingangsseite erhebt, ist zweimal abgetreppt. Über dem achtseitigen Schaft erheben sich zwei Geschosse mit je acht schmalen rundbogigen Schallöffnungen für das Geläut. Die Haube wird von einem doppelten Turmknauf, Kreuz und Wetterhahn bekrönt.

## Ausstattung

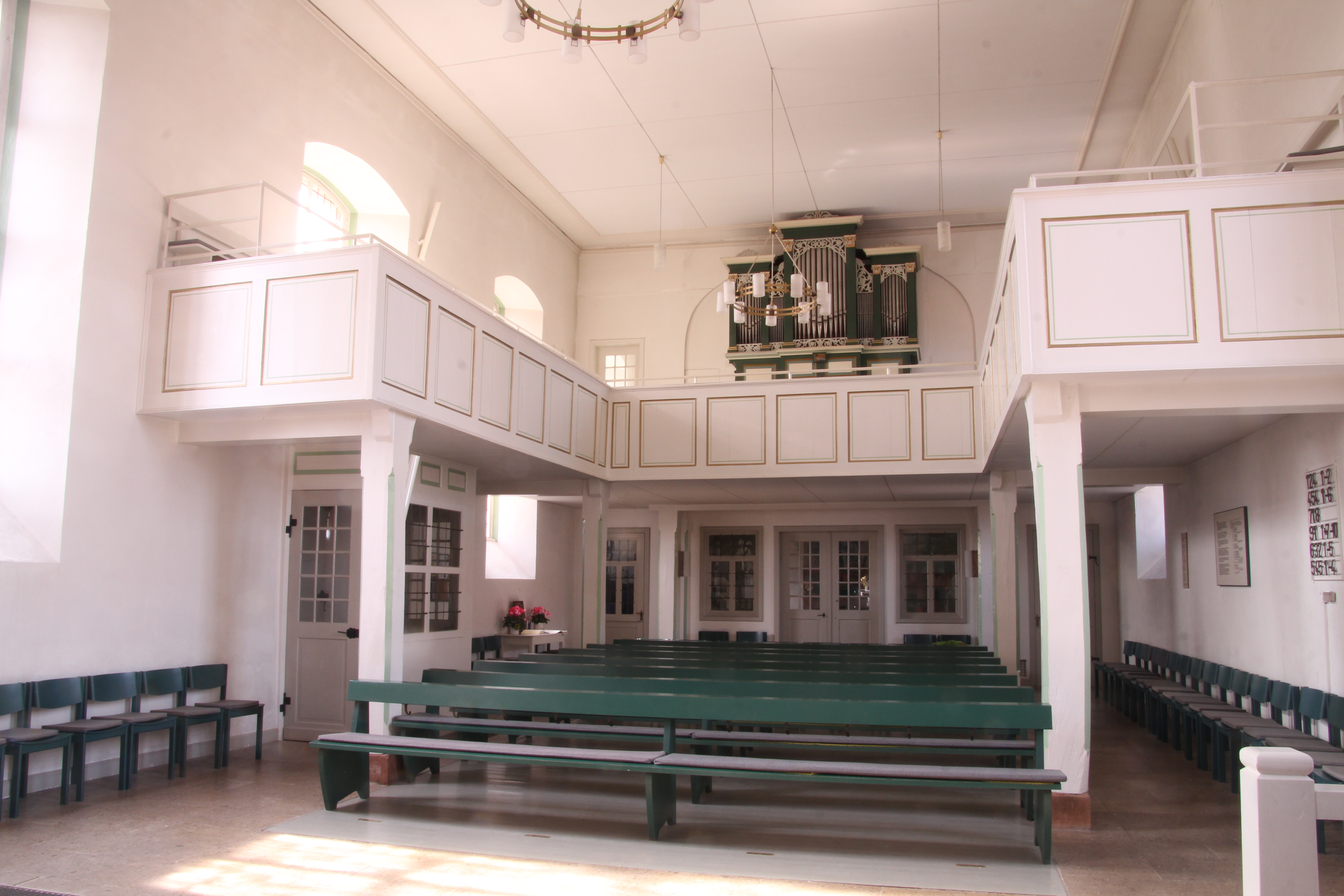
Blick auf die Orgelempore

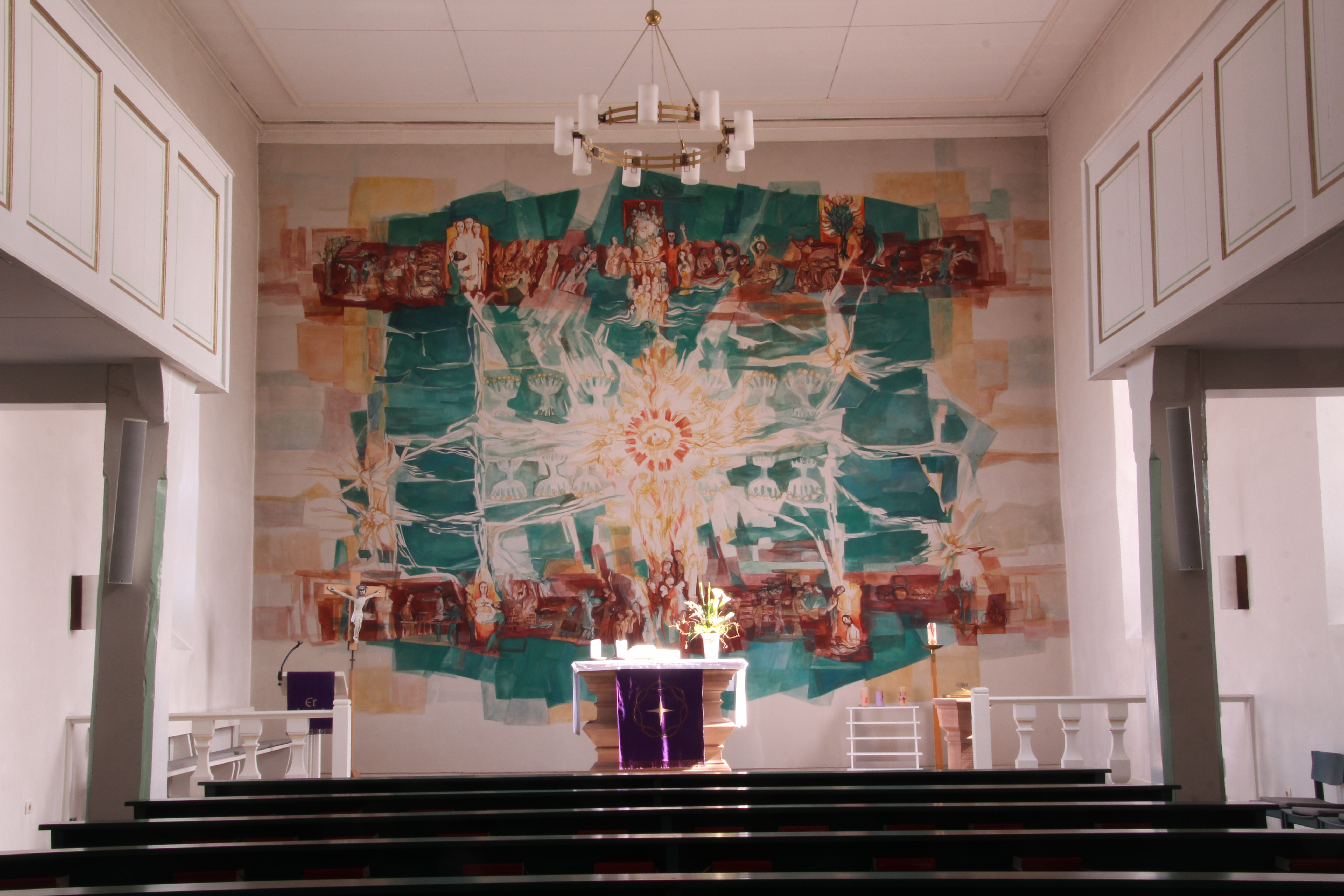
Innenraum Richtung Altar mit Wandgemälde von E. Klonk

Der Innenraum wird von einer Flachdecke mit Rechtecken abgeschlossen. Im Westteil des Schiffes ist eine dreiseitig umlaufende, weiße Empore eingebaut, die auf viereckigen Holzpfosten mit Fase ruht. Die kassettierten Brüstungsfelder haben vergoldete Profile. Das schlichte, hölzerne Kirchengestühl in grüner Fassung füllt den Bereich zwischen den Emporen. Der ursprüngliche hochrechteckige Zugang zur Patronatsloge in der Ostseite ist ebenso wie das darüber eingelassene Fenster vermauert. Außen sind noch die Einfassungen erhalten.
Den Innenraum beherrscht seit 1972 eine monumentale Fresco-Secco-Malerei von Erhardt Jakobus Klonk an der Ostwand. Müllers Jesusbild hängt seitdem beim Emporenaufgang. Klonks Malerei Die Gemeinde auf dem Weg zu ihrer Mitte (oder nach Klonk: Das Paradies) zeigt von oben nach unten Szenen aus der biblischen Heilsgeschichte, der Geschichte Israels und aus dem Leben Jesu, die mit modernen Alltagsszenen kombiniert werden. Im hellen Zentrum steht das Lamm Gottes, umgeben von grünen Bäumen des Lebens.
Der Altarbereich ist um eine Stufe erhöht und hat am Rande Chorschranken mit Balustern. Der bauzeitliche, reich profilierte Steinaltar steht auf einem Sandsteinpodest. Aus spätgotischer Zeit sind zwei Kelche erhalten. Das achtseitige pokalförmige Taufbecken ist aus rotem Sandstein gestaltet.

## Orgel

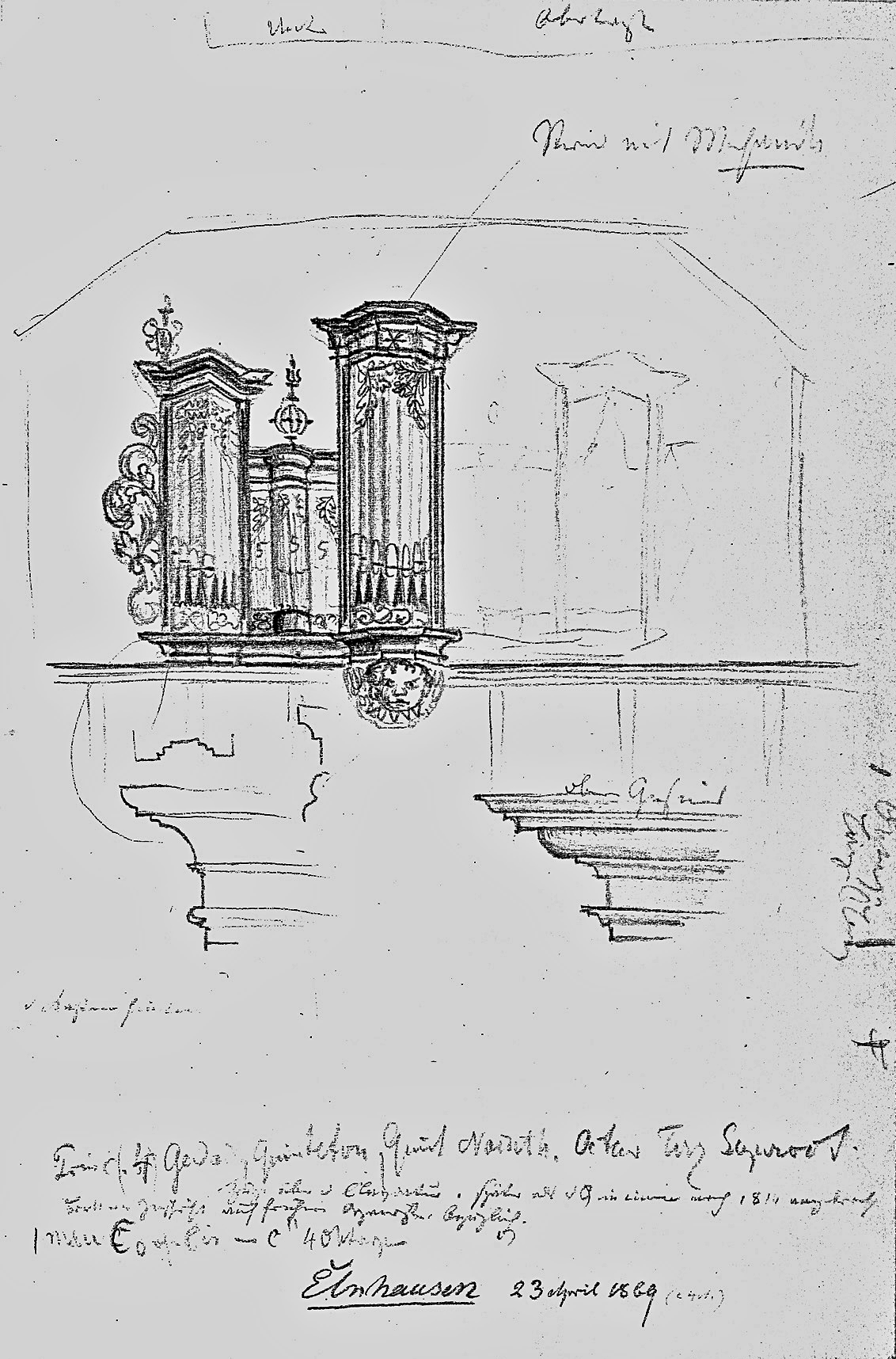
Zeichnung der Rindt-Orgel von 1732

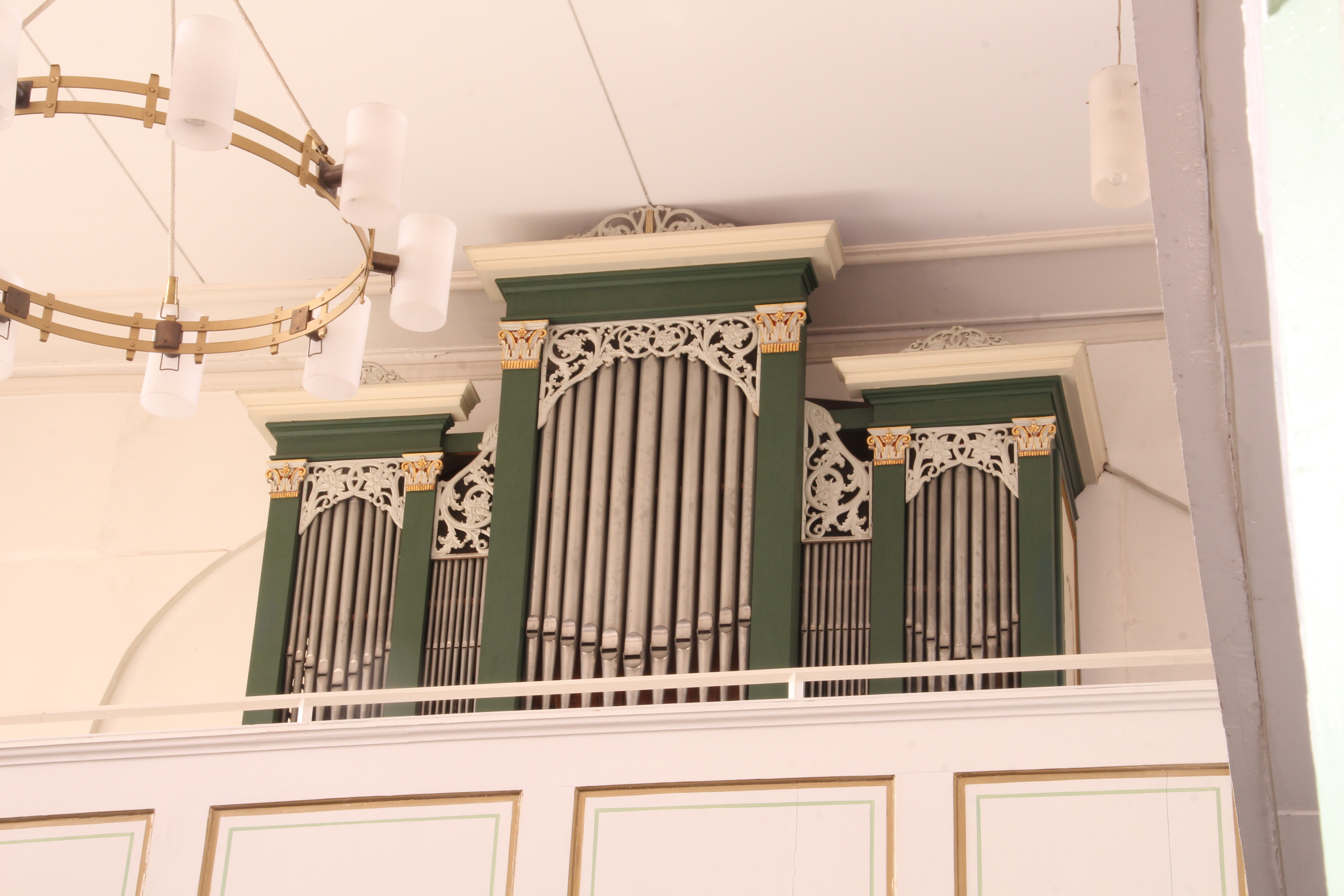
Wagner-Orgel von 1877

Im Jahr 1732 baute Johann Christian Rindt mit seinem Schwiegersohn Gabriel Irle für die Vorgängerkirche eine Orgel mit acht Registern auf einem Manual ohne Pedal. Im Zuge des Kirchenneubaus wurde das Instrument übernommen. Der Orgelbauer Peter Dickel erwähnt in seinem Gutachten von 1854, dass 1836 oder 1837 ein aus der Decke fallendes Gefach die Orgel beschädigt habe. Der 1863 beschlossene Orgelneubau verzögerte sich allerdings. Der Denkmalpfleger und Landeskonservator Ludwig Bickell hielt 1869 den alten Prospekt in einer Skizze fest.
Die Rindt-Orgel wurde 1877 von Georg Friedrich Wagner ersetzt. Der Prospekt weist klassizistische Einflüsse auf, ist aber eigenständig gestaltet. Zwei flache, hochrechteckige Pfeifenfelder außen und ein überhöhtes Flachfeld in der Mitte werden von Pilastern mit korinthischen Kapitellen gerahmt. Die Pfeifenfelder schließen oben mit Flachreliefs ab, deren durchbrochenes Rankenwerk die Form eines Rundbogens hat. Zwischen den drei großen Feldern vermitteln zwei niedrige und schmale Flachfelder. Im Jahr 1954/1955 tauschte Werner Bosch Orgelbau drei Register aus. Bei einer Restaurierung von 1971 bis 1973 durch Gerald Woehl wurde der ursprüngliche Zustand aus Kostengründen nicht realisiert. Ein Register wurde ausgetauscht, indem eine Gambe 8′ aus Schadenbach eingebaut wurde. Woehl ergänzte die Mixtur im Diskant um einen vierten Chor. Die Orgel wurde um zwei Meter vorgerückt. Das Instrument verfügt über zwölf Register auf einem Manual und Pedal. Die Trakturen sind mechanisch ausgeführt. Die Orgel weist folgende Disposition auf:
| I Manual C–f3 |       |
| Principal     | 8′    |
| Gedackt       | 8′    |
| Hohlflöte     | 8′    |
| Gambe         | 8′    |
| Oktav         | 4′    |
| Flöte         | 4′    |
| Quinte        | 2 ⁄3′ |
| Octave        | 2′    |
| Mixtur III–IV |       |

| Pedal C–d1 |     |
| Subbass    | 16′ |
| Octavbass  | 8′  |
| Choralbass | 4′  |

- Koppel: I/P

## Geläut
Der Kirchturm beherbergt ein Dreiergeläut. Erstmals wird 1875 von zwei Bronzeglocken berichtet, als eine von ihnen gesprungen war. Im Folgejahr schaffte die Gemeinde drei neue Bronzeglocken der Glockengießerei in Apolda an. Als 1902 die kleine Glocke sprang, wurde sie von Franz Schilling in Apolda nachgegossen. Die große und kleine Glocke wurden 1917 für Rüstungszwecke abgeliefert. 1924 lieferte die Glockengießerei Schilling Lattermann in Apolda als Ersatz drei Stahlglocken. Nachdem 1970 die mittlere Glocke abgestürzt war und weitere Mängel am Glockenstuhl festgestellt worden waren, wurden 1971 drei gebrauchte Bronzeglocken aufgehängt, die 1950 von Petit & Gebr. Edelbrock in Gescher gegossen und 1970 von der Kirchengemeinde Stella Maris (Norderney) an die Firma Kisselbach in Kassel verkauft worden waren. Die zwei größeren Stahlglocken von 1924 wurden auf dem Gelände der Elnhäuser Kirche aufgestellt. Das Geläut erklingt wie bei den Vorgängerglocken im Te-Deum-Motiv.
| Nr. | Gussjahr | Gießer, Gussort                  | Durchmesser (mm) | Masse (kg) | Schlagton |
| --- | -------- | -------------------------------- | ---------------- | ---------- | --------- |
| 1   | 1950     | Petit & Gebr. Edelbrock, Gescher | 650              | 170        | es2       |
| 2   | 1950     | Petit & Gebr. Edelbrock, Gescher | 560              | 105        | ges2      |
| 3   | 1950     | Petit & Gebr. Edelbrock, Gescher | 480              | 70         | as2       |